# Notiobiella spinosa
Notiobiella spinosa är en insektsart som beskrevs av Monserrat och Penny 1983. Notiobiella spinosa ingår i släktet Notiobiella och familjen florsländor. Inga underarter finns listade i Catalogue of Life.